# Bromus fasciculatus
Bromus fasciculatus är en gräsart som beskrevs av Karel Presl. Bromus fasciculatus ingår i släktet lostor, och familjen gräs. Inga underarter finns listade i Catalogue of Life.